# الحرب القورنثية
الحرب القورنثية أو الحرب الكورنثية هي صراع في اليونان القديمة استمر من 395 ق.م إلى 387 ق.م، والذي وضع أسبرطة في مواجهة تحالف من أربع دول متحالفة هي ثيفا وأثينا وقورنثوس وآرغوس بدعم من الإمبراطورية الأخمينية. كان السبب الفوري للحرب هو صراع محلي في شمال غرب اليونان والذي تدخل فيه كل من ثيفا وأسبرطة. السبب الأعمق هو الكراهية تجاه أسبرطة الناتجة عن الأطماع التوسعية في الأناضول، وشمال ووسط اليونان وحتى تجاه الغرب. كانت الحرب الكورنثية تالية للحرب البيلوبونيسية (431-404 ق.م) والتي حققت فيها أسبرطة الهيمنة على أثينا وحلفائها.
تمت الحرب على جبهتين، برًا قرب قورنثوس (كورنث، ومنها اكتسبت الحرب اسمها) وثيفا، وبحرًا في بحر إيجة. على البر، حقق الأسبرطيون العديد من النجاحات المبكرة في معارك كبيرة، ولكن لم يتمكنوا من الاستفادة من نجاحاتهم ليصبح القتال متعثرا. في البحر، مُنى الأسطول الأسبرطي بهزيمة ساحقة مبكرا في الحرب من الأسطول الأخميني المتحالف مع أثينا، وهو الحدث الذي أنهى للأبد محاولات أسبرطة في التحول إلى قوة بحرية. في محاولة لاستغلال هذه الحقيقة، أطلقت أثينا عدة حملات بحرية في السنوات التالية للحرب، لتستعيد عددا من الجزر التي كانت جزءا من الحلف الديلي الأصلي أثناء القرن الخامس ق.م.
لفزعهم من هذه النجاحات الأثينية قرب نهاية الصراع، أوقف الفرس دعمهم للحلفاء الأربعة وبدأوا دعم أسبرطة. دفعت هذه الردة الحلفاء على السعي إلى السلام. تم توقيع معاهدة الملك في 387 ق.م والتي أعلنت نهاية الحرب. أعلنت هذه المعاهدة أن فارس ستحكم كل إيونية، كما أعلنت أن كل المدن اليونانية الأخرى ستتمتع بالاستقلال الذاتي (αὐτονόμους)، ومنع المدن اليونانية عمليا من تشكيل أحلاف أو تحالفات أو اتحادات. كان على أسبرطة الحفاظ على السلام مع سلطة تنفيذ أحكامها. بالتالي فقد كان تأثير الحرب الفعلي هو إقرار قدرة فارس على التدخل بنجاح في السياسات اليونانية، وعلى فصل وعزل المدن اليونانية عن بعضها، وإقرار موقف أسبرطة المهيمن في النظام السياسي اليوناني.
تلت الحرب الكورنثية حرب جديدة هي الحرب الأسبرطية الثيفية في 378-362 ق.م وهي الحرب التي ستؤدي إلى خسارة أسبرطة لهذه الهيمنة أخيرا، هذه المرة لثيفا.

## الأحداث التي أدت إلى الحرب

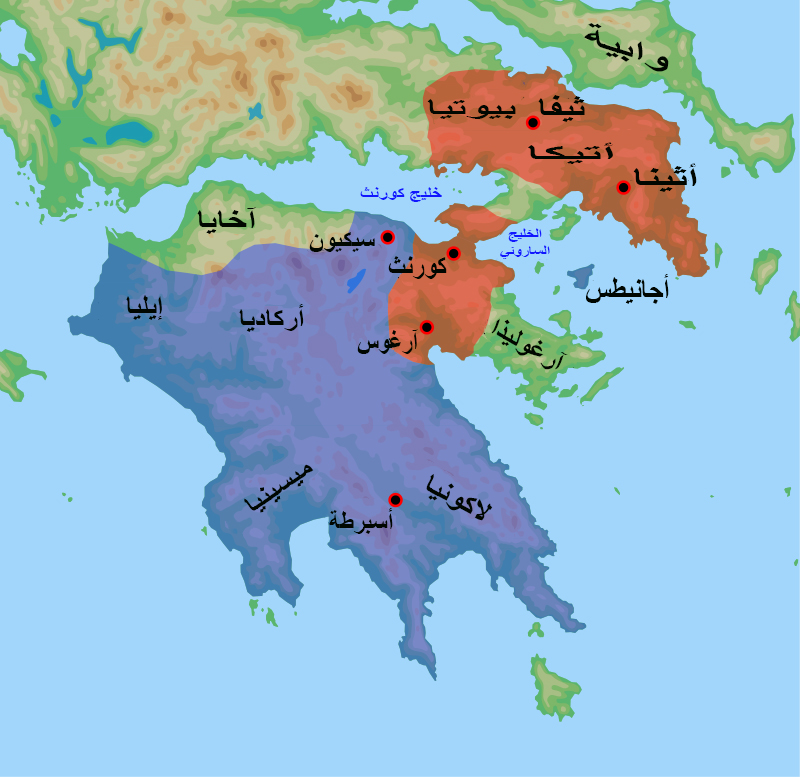
توازن القوى في الحرب الكورنثية: القوات البيلوبونيزية باللون الأزرق، حلفاء أثينا باللون الأحمر. كانت أثينا متحالفة أيضا مع الإمبراطورية الأخمينية

في الحرب البيلوبونيسية التي انتهت في 404 ق.م، تمتعت أسبرطة بدعم كل مدن اليونان تقريبا والإمبراطورية الفارسية، وفي الشهور والسنين التالية لهذه الحرب، خضع عدد من جزر بحر إيجة لسلطان أسبرطة. إلا أن قاعدة الدعم هذه تفتت في السنوات التي تلت الحرب. فعلى الرغم من الطبيعة التعاونية للانتصار، إلا أن أسبرطة وحدها هي من تلقت الغنيمة المنهوبة من الولايات المهزومة ومدفوعات الضريبة من الإمبراطورية الأثينية السابقة. زاد انعزال حلفاء أسبرطة عندما هاجمت أسبرطة إليس في 402 ق.م، وهي عضو في الاتحاد البيلوبونيزي والتي كانت قد أغضبت الأسبرطيين أثناء الحرب البيلوبونيسية. رفضت كورنث وثيفا إرسال قوات لمساعدة أسبرطة في حملتها ضد إليس.
رفضت ثيفا وكورنث وأثينا أيضا المشاركة في حملة أسبرطة إلى إيونية في 398 ق.م، كما وصل الأمر بثيفا إلى عرقلة قربان حاول الملك الأسبرطي أجيسيلاوس الثاني تقديمه عندما كان في أراضيهم قبل مغادرته. على الرغم من غياب هذه الدول، إلا أن أجيسيلاوس قام بحملته بنجاح ضد الفرس في ليديا ليتقدم برا ليصل إلى سارد. تم إعدام الساتراب تسافرن لفشله في التعامل مع أجيسيلاوس، وقام خليفته برشوة الأسبرطيين ليتحركوا شمالا إلى مقاطعات فرناباز الثاني ومقاطعة هيلوسبونتين. نفذ أجيسيلاوس ذلك لكنه بدأ في نفس الوقت تحضير أسطول قوي.
لعدم قدرته على هزيمة جيش أجيسيلاوس، قرر فرناباز إجبار أجيسيلاوس على الانسحاب من خلال إثارة القلاقل في الأراضي اليونانية. أرسل فرناباز تيموقراط من رودس –يوناني آسيوي- لتوزيع عشرة آلاف دريك فارسي ذهبي على المدن الكبرى في اليونان ليدفعهم على الثورة ضد أسبرطة. زار تيموقراط أثينا وثيفا وكورنث وآرغوس، ونجح في إقناع جزء كبير من هذه الدول على تبني سياسة معادية لأسبرطة. طبقا لفلوطرخس، فقد قال الملك الأسبرطي أجيسيلاوس عند مغادرته آسيا «لقد طردني 10000 رامي سهام فارسي» في إشارة إلى الاسم اليوناني للدريك الفارسي بسبب تصميمه، لأن هذه الكمية من الذهب دُفعت في أثينا وثيفا ليبدأوا حربا ضد أسبرطة. الثيفيون، الذين أظهروا حقدهم تجاه أسبرطة سابقا، تحركوا لبدء الحرب.

## الأحداث المبكرة (395 ق.م)

### القتال المبكر: معركة هاليارتوس (395 ق.م)
يدعي كسينوفون أن الثيفيين، لعدم رغبتهم في مواجهة أسبرطة مباشرة، اختاروا الإسراع بالحرب من خلال تشجيع حلفائهم اللوكريسيين على جمع الضرائب من الأراضي الخاضعة لكل من لوكريس وفوكيس. كرد على ذلك، قام الفوكيسيون بغزو لوكرس، وأعملوا النهب والسلب في الأراضي اللوكريسية. لجأ اللوكريسيين إلى ثيفا طلبا للعون، فقام الثيفيون بغزو الأراضي الفوكيسية، فقام الفوكيسيون بدورهم باللجوء إلى حلفائهم أسبرطة، ليقوم الأسبرطيون –فرحين بوجود حجة لتأديب الثيفيين- بإعلان الاستنفار العام. انطلق سفير ثيفا إلى أثينا لطلب الدعم، فقام الأثينيون بالتصويت على مساعدة ثيفا، وتم عقد حلف دائم بين أثينا والتحالف الثيفي.
كانت خطة أسبرطة تتمثل في حشد جيشين، واحد تحت قيادة ليساندر والآخر تحت قيادة بوسانياس، والتجمع عند مدينة هاليارتوس الثيفية ومهاجمتها. وصل ليساندر مبكرا قبل بوسانياس ونجح في إقناع مدينة أورخومينوس الثيفية بالثورة ضد التحالف الثيفي واتجه بقواته نحو هاليارتوس مدعوما بقوات أورخومينوس. هناك قُتل في معركة هاليارتوس عندما اقترب بقواته كثيرا من جدران المدينة، وانتهت المعركة نهاية غير حاسمة بعدما تكبد الأسبرطيون خسائر مبكرة ثم هزيمتهم لمجموعة ثيفية والتي دفعت الأسبرطيين إلى أرض خشنة لم يكن لهم الغلبة فيها. عند وصول بوسانياس إلى المدينة بعدها بيوم، أخذ جثث القتلى بعد عقده لهدنة وعاد إلى أسبرطة. هناك خضع لمحاكمة على حياته لفشله في الوصول ودعم ليساندر في الوقت المتفق عليه ولكنه هرب إلى تاجيا قبل أن تتم إدانته.

### توسع التحالف ضد أسبرطة
في عقب هذه الأحداث، تجهز كل من الأسبرطيين وأعدائهم للمزيد من القتال. في آخر عام 395 ق.م، دخلت كورنث وآرغوس الحرب كشركاء في الحرب إلى جانب أثينا وثيفا. تم عقد مجلس في كورنث لإدارة أمور هذا التحالف. أرسل الحلفاء بعد ذلك مبعوثين إلى عدد من الدول الصغيرة في المنطقة وحصلوا على دعم الكثير منهم.
لفزعهم من هذه التطورات، تجهز الأسبرطيون لإرسال جيش ضد هذا التحالف الجديد، وأرسلوا رسولا إلى أجيسيلاوس يأمرونه بالعودة إلى اليونان. كانت الأوامر محبطة لأجيسيلاوس الذي كان يتطلع إلى المزيد من الحملات الناجحة. يُقال أنه نظر بامتعاض قائلا أنه كان ليدحر كل آسيا في مقابل عشرة آلاف دريك فارسي. لذا فقد عاد بقواته عابرا الدردنيل وزحف غربا نحو تراقيا.

## الحرب في البر والبحر (394 ق.م)

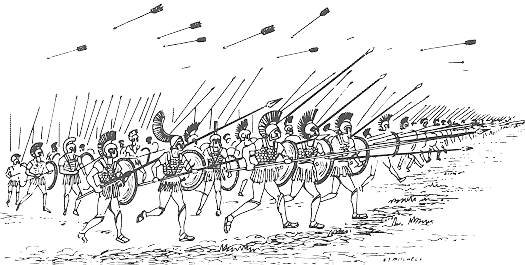
مقاتلو الهوبليت في المعركة

### نيميا
بعد اشتباك قصير بين ثيفا وفوكيس، والذي انتصرت فيه ثيفا، جمع الحلفاء جيشا ضخما في كورنث. تم إرسال قوة كبيرة من أسبرطة لاعتراض هذه القوة. تقابلت القوتان عند سهل نهر نيميا في الأراضي الكورنثية حيث انتصر الأسبرطيون انتصارا حاسما. كما يحدث كثيرا في معارك الهوبليت، كان جناحا كل جيش منتصرين، إذ هزم الأسبرطيون الأثينيين بينما هزم الثيفيون والأجريفيون والكورنثيون البيلوبونيسيين المواجهين لهم. هاجم الأسبرطيون بعد ذلك الثيفيين والأجريفيين والكورنثيين عندما توقفت هذه القوات عن ملاحقة البيلوبونيسيين المهزومين. خسر جيش التحالف 2800 رجل، بينما خسر الأسبرطيون 1100 فقط.

### كنيدوس
حدثت المعركة التالية في سياق الحرب في البحر إذ جمع كل من الفُرس والأسبرطيين أسطولين ضخمين أثناء حملة أجيسيلاوس في آسيا. مع تجنيد السفن من دول بحر إيجة تحت قيادته، كان أجيسيلاوس قد جمع 120 سفينة ثلاثية المجاديف والتي وضعها تحت قيادة نسيبه بايساندر، الذي لم يضطلع بمهمة مماثلة من قبل. في هذه الأثناء، كان الفرس قد جمعوا أسطولا مشتركا من الفينيقيين والقليقليين والقبرصيين تحت القيادة المشتركة للساتراب الأخميني فارناباز الثاني والأميرال الأثيني المحنك كونون الذي كان في منفى ذاتي وفي خدمة الأخمينيين بعد هزيمته غير الشهيرة في معركة إيغوسبوتامي. كان الأسطول قد استولى بالفعل على جزيرة رودس من الأسبرطيين.
تقابل الأسطولان عند نقطة كنيدوس في 394 ق.م. قاتل الأسبرطيون ببسالة خاصة على مقربة من سفينة بايساندر ولكنه تم اكتساحهم. غرق عدد كبير من السفن أو تم الاستيلاء عليها، وتمت إبادة الأسطول الأسبرطي تماما من البحر. بعد هذا الانتصار، أبحر كونون وفرناباز على طول ساحل إيونية ليطردوا الحكام والحاميات الأسبرطية من المدن، على الرغم من فشلهم في تقليل القواعد الأسبرطية في أبيدوس وسيستوس التي كانت تحت حكم ديركيليداس.

### كورونيا
بحلول ذلك الوقت، وبعد صد جيش أجيسيلاوس لهجمات من ثيساليا أثناء زحفه من خلالها، وصل الجيش إلى بيوتيا، حيث قابله جيش مجمع من تحالف الدول المعادية لأسبرطة. تم دعم جيش أجيسيلاوس القادم من آسيا والذي كان يتكون في معظمه من الهيلوتس المحررين والمقاتلين المرتزقة من العشرة آلاف، تم دعمه بنصف كتيبة أسبرطية من الأورخومينوس، ونصف كتيبة أخرى تم نقلها عبر خليج كورنث. تقابل الجيشان عند كورنيا في الأراضي الثيفية وكما كان في نيميا، كان الجناحان منتصرين حيث اخترق الثيفيون بينما انهزم باقي الحلفاء. عندما رأوا أن باقي الوقات هُزمت، نظم الثيفيون صفوفهم ليخترقوا ثانية عائدين إلى معسكرهم. قابل أجيسيلاوس قوتهم مباشرة وفي المعركة قُتل العديد من الثيفيين قبل أن يتمكن الباقون من الاختراق والانضمام إلى حلفائهم. بعد هذا الانتصار، أبحر أجيسيلاوس بجيشه عبر خليج كورنث وعاد إلى أسبرطة.

## الأحداث اللاحقة (393-388 ق.م)
تركت أحداث 394 ق.م الأسبرطيين ولهم اليد العليا على البر، ولكن ضعفاء بحرًا. لم تتمكن الدول المتحالفة من هزيمة الكتائب الأسبرطية في الميدان، ولكنهم حافظوا على تحالفهم قويا كما منعوا الأسبرطيين من التقدم خلال وسط اليونان. استمر الأسبرطيون في المحاولة خلال السنوات التالية إخراج كورنث وآرغوس خارج الحرب من التحالف المعادي لأسبرطة، في حين سعوا إلى الحفاظ على جبهتهم المتحدة ضد أسبرطة، بينما استغلت أثينا وثيفا انشغال أسبرطة في توطيد حكمها في المناطق التي غزتها سابقا.

### الحملة الأخمينية البحرية ودعم أثينا (393 ق.م)

#### الغارات البحرية في إيونية
أتبع فارناباز انتصاره في كنيدوس بالاستيلاء على عدة مدن تابعة لأسبرطة في إيونية، محرضا الحركات الموالية لأثينا والمؤيدة للديمقراطية. كانت أبيدوس وسيستوس المدينتين الوحيدتين اللتين رفضتا طرد اللاكونيين على الرغم من تهديدات فارناباز بإعلان الحرب عليهما. حاول فارناباز إجبارهم على الخضوع من خلال إتلاف الأراضي المحيطة بهما، ولكن ذلك لم ينجح، مما جعله يترك كونون مسؤولا عن إخضاع المدينتين في الدردنيل.

#### الغارات البحرية على الساحل البيلوبونيسي
من 393 ق.م، أبحر فارناباز الثاني وكونون بأسطولهما إلى جزيرة ميلوس في بحر إيجة وأسسا قاعدة هناك. كان هذه أول مرة يصل الأسطول الفارسي إلى هذه النقطة غربا منذ 90 عاما منذ الحروب الفارسية اليونانية. أدى هذا الاحتلال العسكري على يد القوات الموالية لأثينا إلى عدة ثورات ديمقراطية وتحالفات جديدة مع أثينا في الجزر.
انطلق الأسطول غربا أكثر للانتقام من الأسبرطيين من خلال غزو الأراضي اللاكوديمية، حيث دمروا فيري وأغاروا على طول ساحل ميسينيا. كان هدفهم غالبا هو إثارة ثورة من الهيلوتس المسيسنيين ضد أسبرطة. أخيار غادروا بسبب ندرة الموارد ونقص الموانئ للأسطول الأخميني في المنطقة، بالإضافة إلى إمكانية إرسال قوات لاكونية إلى المنطقة.
بعد ذلك أغاروا على ساحل لاكونيا واستولوا على جزيرة سيثرا، حيث تركوا حامية وحاكما أثينيا لإعاقة قدرات أسبرطة الهجومية. أصبحت سيثرا فعليا أرضا أخمينية. كان للاستيلاء على سيثرا أيضا تأثيرا مهما هو قطع الطريق الاستراتيجي بين بيلوبونيز ومصر وبالتالي منع التحالف بين مصر وأسبرطة، والتهديد المباشر لتيناروم، الميناء الأسبرطي. هذه الاستراتيجية بتهديد أسبرطة أوصى بها كثيرا –دون فائدة- الأسبرطي المنفيّ ديماراتوس لخشايارشا الأول في 480 ق.م.
ترك فارناباز الثاني جزءا من أسطول في سيثرا واتجه إلى كورنث حيث قدم إلى أعداء أسبرطة الأموال ليزيدوا من تهديد اللاكوميديين. قدم فرناباز الأموال أيضا لإعادة بناء الأسطول الكورنثي لمقاومة الأسبرطيين.